# Roger Rees
Roger Rees (Aberystwyth, 5 de mayo de 1944-Nueva York, 10 de julio de 2015) fue un actor, dramaturgo y director de teatro galés, reconocido como uno de los mejores intérpretes de su generación. Entre sus trabajos más notorios, se encuentran los de Gomez Addams en una puesta de La familia Addams, Robin Colcord en la serie de televisión Cheers y el embajador británico John Marbury en otro programa, El ala oeste de la Casa Blanca.
Estuvo en pareja durante 34 años con Rick Elice, fundador del American Repertory Theater, si bien se casaron recién en 2011. Falleció de cáncer cerebral en julio de 2015, a los 71 años, y Elice plasmó su relación con él en las memorias Finding Roger: An Improbably Theatrical Love Story (2017).

## Biografía
Nació en Aberystwyth, hijo de Doris Louise y William John Rees. Estuvo asociado durante más de veinte años a la Royal Shakespeare Company. En 1982, ganó un premio Tony por su desempeño en La vida y aventuras de Nicholas Nickleby. A partir de 1985, y durante dos años, se desempeñó como director artístico asociado del teatro inglés Bristol Old Vic. Entre otros cargos ocupados, desde 2004 hasta 2007 fue director artístico del Williamstown Theatre Festival de Massachusetts.
En 1993 interpretó al sheriff de Rottingham, una reimaginación paródica del sheriff de Nottingham, en la comedia de Mel Brooks Robin Hood: Men in Tights, basada libremente en la fábula de Robin Hood. La personalidad quejumbrosa del personaje y la propia actuación de Rees fueron, para la crítica, algunos de los puntos fuertes de la película.

## Vida privada

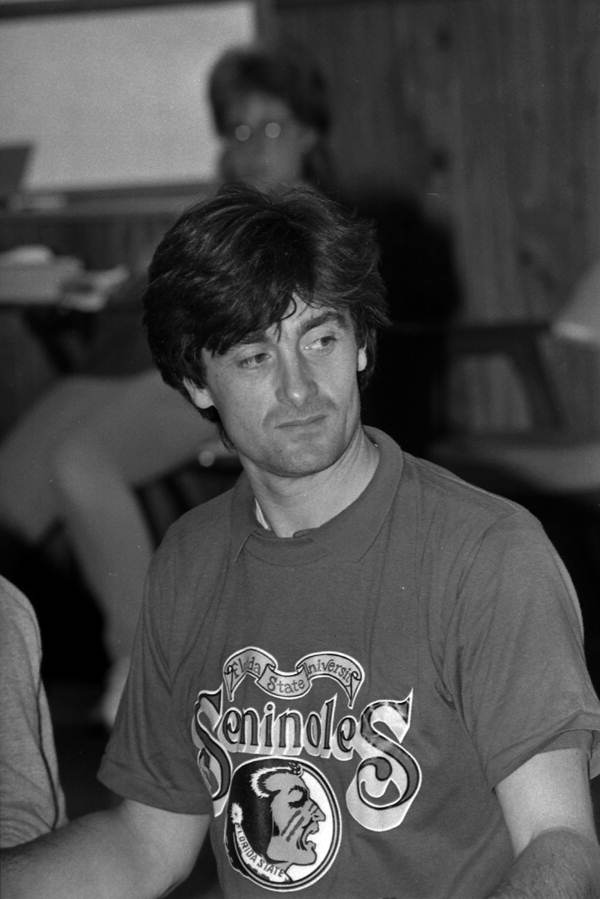
Rees en la Universidad Estatal de Florida en 1986

Rees coincidió por primera vez con su futuro esposo, el estadounidense Rick Elice, cuando este presenció una puesta en escena de La vida y aventuras de Nicholas Nickleby (1981), que recientemente se había trasladado a Broadway. Por aquel entonces, Elice era un actor con falta de oportunidades a quien le enfadaba que colegas británicos viajaran a Estados Unidos y quitaran trabajo a intérpretes de ese país. A pesar de ello, en esa ocasión se maravilló por el desempeño de Rees, quien se le figuró «devastadoramente hermoso», y le dejó una carta de índole romántica en el teatro, aunque no recibió respuesta. Un año después, se hicieron cercanos al reencontrarse tras bambalinas en Cats, donde Rees estaba de visita. Para un par de semanas más tarde se encontraban en pareja, y hasta 1995 mantuvieron una relación a distancia, reuniéndose en Londres solamente los fines de semana. Elice le atribuyó el salvarle la vida, pues hasta ese momento había sido un homosexual poligámico en la época de pleno descubrimiento del VIH/sida, a la vez que se adjudicó haber ayudado a Rees a superar el alcoholismo durante la década de 1980. A medidos de 1996, se mudaron al edificio Beresford en Nueva York. Se comprometieron el 25 de junio de 2011, inmediatamente después de que se legalizara el matrimonio entre personas del mismo sexo en los Estados Unidos, y se casaron en agosto.
Se convirtió al judaísmo luego de conocer a Elice, practicante de esa religión, aunque no lo hizo por sugerencia de este; desde entonces, asistieron regularmente a la sinagoga neoyorquina Congregation Rodeph Sholom. Los primeros síntomas de enfermedad en Rees surgieron en octubre de 2014, cuando súbitamente comenzó a perder las capacidades perceptivo motrices. Se le diagnosticó un cáncer cerebral incurable que no reveló a muchos de sus cercanos sino hasta el 3 de julio de 2015, mediante correo electrónico. Murió solo una semana después en su casa, en compañía de Elice. Hasta menos de dos meses antes había estado trabajando en una puesta de La visita de la anciana dama, que  abandonó abruptamente para someterse a tratamiento médico. El 3 de octubre de 2017 el viudo publicó sus memorias, Finding Roger: An Improbably Theatrical Love Story —en español: Descubriendo a Roger: una improbable historia de amor teatral—, trabajo dedicado a su vida juntos.

## Trabajos

### Teatro
A continuación, se enlistan los créditos teatrales de Rees, ya sea como actor, autor o director:
| Año       | Trabajo                                  | Papel                 | Teatro                                                  | Notas            |
| --------- | ---------------------------------------- | --------------------- | ------------------------------------------------------- | ---------------- |
| 1963      | Ralph Reader Gang Show                   | Miembro del coro      | Golders Green Hippodrome                                |                  |
| 1964      | Hindle Wakes                             | Alan                  | Wimbledon                                               |                  |
| 1965      | El jardín de los cerezos                 | Yasha                 | Pitlochry                                               |                  |
| 1967      | La fierecilla domada                     |                       | Royal Shakespeare Theatre Aldwych Theatre               |                  |
| 1967      | The Revenger's Tragedy                   |                       | Royal Shakespeare Theatre                               |                  |
| 1967      | Como gustéis                             |                       | Royal Shakespeare Theatre Aldwych Theatre               |                  |
| 1967      | The Relapse                              |                       | Aldwych Theatre                                         |                  |
| 1968      | Como gustéis                             |                       | Ahmanson Theatre                                        |                  |
| 1968      | La fierecilla domada                     |                       | Ahmanson Theatre                                        |                  |
| 1968      | Julio César                              | Volumnio              | Royal Shakespeare Theatre                               |                  |
| 1968      | Las alegres comadres de Windsor          | Fenton                | Royal Shakespeare Theatre Aldwych Theatre Gira          |                  |
| 1968      | Indians                                  |                       | Aldwych Theatre                                         |                  |
| 1968      | The Relapse                              |                       | Aldwych Theatre                                         |                  |
| 1968      | Julio César                              |                       | Gira                                                    |                  |
| 1969      | Pericles, príncipe de Tiro               |                       | Royal Shakespeare Theatre                               |                  |
| 1969      | Las alegres comadres de Windsor          |                       | Royal Shakespeare Theatre                               |                  |
| 1969      | Cuento de invierno                       |                       | Royal Shakespeare Theatre                               |                  |
| 1969      | Noche de reyes                           | Curio                 | Royal Shakespeare Theatre                               |                  |
| 1969      | Enrique VIII                             | Guildford             | Royal Shakespeare Theatre                               |                  |
| 1970      | Las alegres comadres de Windsor          |                       | Gira                                                    |                  |
| 1970      | Cuento de invierno                       |                       | Gira                                                    |                  |
| 1970      | Noche de reyes                           |                       | Gira                                                    |                  |
| 1970      | Los plebeyos ensayan la rebelión         | Damaschke             | Aldwych Theatre                                         |                  |
| 1970      | Mayor Barbara                            |                       | Aldwych Theatre                                         |                  |
| 1971      | Ricardo II                               |                       | Gira                                                    |                  |
| 1971      | Noche de reyes                           |                       | Royal Shakespeare Theatre                               |                  |
| 1971      | Mucho ruido y pocas nueces               | Claudio               | Royal Shakespeare Theatre Aldwych Theatre               |                  |
| 1971      | La duquesa de Malfi                      |                       | Royal Shakespeare Theatre                               |                  |
| 1971-1972 | Otelo                                    | Rodrigo               | Royal Shakespeare Theatre                               |                  |
| 1971-1972 | The Island of the Mighty                 | Balin                 | Aldwych Theatre                                         |                  |
| 1971-1972 | El mercader de Venecia                   | Graciano              | Gira                                                    |                  |
| 1972      | Noche de reyes                           |                       | Gira                                                    |                  |
| 1972      | Otelo                                    |                       | Gira                                                    |                  |
| 1973      | Cándida                                  | Marchbanks            | Neptune Theatre                                         |                  |
| 1973-1974 | Terror y miseria del Tercer Reich        | Hermano               | Gira                                                    |                  |
| 1973-1974 | Noche de reyes                           | Fabián                | Gira                                                    |                  |
| 1973-1974 | Aunt Sally or the Triumph of Death       | Pierre                | Gira                                                    |                  |
| 1973-1974 | Jack y las habichuelas mágicas           | Simple Simon          | Gira                                                    |                  |
| 1973-1974 | Doblegada para vencer                    | Marlowe (joven)       | Gira                                                    |                  |
| 1974-1975 | London Assurance                         | Charles Courtly       | Gira                                                    |                  |
| 1975      | Moving Clocks Go Slow                    | Q                     | Theatre Upstairs                                        |                  |
| 1975      | Paradise                                 | Vosco                 | Theatre Upstairs                                        |                  |
| 1975      | La importancia de llamarse Ernesto       | Algernon Moncrieff    | Gira                                                    |                  |
| 1975      | The Birthday Party                       | Stanley               | Gira                                                    |                  |
| 1976      | Romeo y Julieta                          |                       | Royal Shakespeare Theatre                               |                  |
| 1976      | Cuento de invierno                       |                       | Royal Shakespeare Theatre                               |                  |
| 1976      | Macbeth                                  |                       | The Other Place                                         |                  |
| 1976      | La comedia de las equivocaciones         | Antífolo de Siracusa  | Royal Shakespeare Theatre                               |                  |
| 1977      | The Boy Friend                           |                       | Royal Shakespeare Theatre                               |                  |
| 1977      | Romeo y Julieta                          | Benvolio              | Theatre Royal Aldwych Theatre                           |                  |
| 1977      | Macbeth                                  | Malcolm               | Gulbenkian Studio Royal Shakespeare Theatre Warehouse   |                  |
| 1977      | This Radiator is Not a Mountain          |                       | Gulbenkian Studio                                       |                  |
| 1977      | La comedia de las equivocaciones         |                       | Royal Shakespeare Theatre Theatre Royal Aldwych Theatre |                  |
| 1977      | El alquimista                            | Ananias               | The Other Place Aldwych Theatre                         |                  |
| 1977      | Factory Birds                            | Nazzer                | Warehouse                                               |                  |
| 1978      | The Way of the World                     |                       | Aldwych Theatre                                         |                  |
| 1978      | Macbeth                                  |                       | Young Vic                                               |                  |
| 1978      | Noche de reyes                           | Sir Andrew            | Gira                                                    |                  |
| 1978      | And Is There Honey Still For Tea?        |                       | Gira                                                    | Autor            |
| 1978      | Las tres hermanas                        | Tusenbach             | Gira                                                    |                  |
| 1979      | Cimbelino                                | Leonato Póstumo       | Royal Shakespeare Theatre                               |                  |
| 1979      | The Suicide                              | Semyon Podsekalnikov  | The Other Place                                         |                  |
| 1979      | Las tres hermanas                        |                       | The Other Place                                         |                  |
| 1980      | The Suicide                              |                       | Gulbenkian Studio Warehouse                             |                  |
| 1980      | Las tres hermanas                        |                       | Gulbenkian Studio Warehouse                             |                  |
| 1980      | La vida y aventuras de Nicholas Nickleby | Nicholas Nickleby     | Aldwych Theatre                                         |                  |
| 1981      | The Suicide                              |                       | Aldwych Theatre                                         |                  |
| 1981      | La vida y aventuras de Nicholas Nickleby | Nicholas Nickleby     | Gira                                                    |                  |
| 1983      | Cries from the Mammaz House              | David                 | Royal Court Theatre                                     |                  |
| 1983      | The Real Thing                           |                       | Strand Theatre                                          |                  |
| 1984      | Hamlet                                   | Hamlet                | Royal Shakespeare Theatre                               |                  |
| 1984      | Trabajos de amor perdidos                | Berowne               | Royal Shakespeare Theatre                               |                  |
| 1985      | Hamlet                                   | Hamlet                | Theatre Royal Barbican Theatre                          |                  |
| 1985      | Trabajos de amor perdidos                | Berowne               | Theatre Royal Barbican Theatre                          |                  |
| 1986      | Double-Double                            | Duncan McFee          | Watford Palace Theatre FortuneTheatre                   | Autor            |
| 1986      | Turkey Time                              |                       | Theatre Royal New Vic Theatre                           | Director         |
| 1987      | John Bull                                |                       | Theatre Royal New Vic Theatre                           | Director         |
| 1987      | Julio César                              |                       | Theatre Royal New Vic Theatre                           | Director         |
| 1988-1989 | Hapgood                                  | Kerner                | Aldwych Theatre Ahmanson Theatre                        |                  |
| 1988-1989 | Double-Double                            | Duncan McFee          | Gira                                                    | Autor            |
| 1990-1991 | Cabaret Verboten                         |                       | Itchy Feet                                              |                  |
| 1992      | The End of the Day                       | Graydon Massey        | Playwrights Horizons                                    |                  |
| 1993      | Las zapatillas rojas                     | Boris Lermontov       | Teatro Gershwin                                         |                  |
| 1995      | Indiscretions                            | George                | Teatro Barrymore                                        |                  |
| 1996      | The Rehearsal                            | Héroe                 | Olympia Theatre                                         |                  |
| 1997      | Mud, River, Stone                        |                       | Playwrights Horizons                                    | Director         |
| 1998      | The Uneasy Chair                         | Cap. Josiah Wickett   | Playwrights Horizons                                    |                  |
| 1999      | El misántropo                            | Alceste               | Classic Stage Company                                   |                  |
| 1999      | La fierecilla domada                     |                       | Williamstown Theatre Festival                           | Director         |
| 2000      | Tío Vania                                | Mijáil Lvóvich Ástrov | Brooks Atkinson Theatre                                 |                  |
| 2000      | Camino del héroe                         |                       | Teatro Gramercy                                         | Director         |
| 2000      | The Late Middle Classes                  |                       | Williamstown Theatre Festival                           | Director         |
| 2000      | Love's Labour's Lost                     |                       | Old Globe Theatre                                       | Director         |
| 2002      | A Man of No Importance                   | Alfie Byrne           | Mitzi E. Newhouse Theater                               |                  |
| 2003      | Trumbo: Rojo, blanco y en la lista negra | Dalton Trumbo         | Westside Theatre                                        |                  |
| 2004      | Here Lies Jenny                          |                       | Zipper Theatre                                          | Autor y director |
| 2006      | Treemonisha                              |                       | Alice Tully Hall                                        | Director         |
| 2011      | La familia Addams                        | Gomez Addams          | Gira                                                    |                  |
| 2011-2013 | Peter and the Starcatcher                |                       | Gira                                                    | Director         |
| 2012      | Now. Here. This.                         | Voz                   | Vineyard Theatre                                        |                  |
| 2012      | What You Will                            |                       | Teatro Apolo                                            | Autor            |
| 2013      | El chico de los Winslow                  | Arthur Winslow        | American Airlines Theatre                               |                  |
| 2015      | La visita de la anciana dama             | Anton Schell          | Lyceum Theatre                                          |                  |

### Cine
A continuación, se enlistan los créditos cinematográficos de Rees:
| Año  | Trabajo                                                    | Papel                 |
| ---- | ---------------------------------------------------------- | --------------------- |
| 1983 | Star 80                                                    | Aram Nichol           |
| 1986 | God's Outlaw                                               | William Tyndale       |
| 1990 | Mountains of the Moon                                      | Papworth              |
| 1991 | If Looks Could Kill                                        | Augustus Steranko     |
| 1992 | Stop! Or My Mom Will Shoot                                 | Parnell               |
| 1993 | Robin Hood: Men in Tights                                  | Sheriff de Rottingham |
| 1996 | La esencia del fuego                                       | Max                   |
| 1996 | Sudden Manhattan                                           | Murphy                |
| 1997 | Trouble on the Corner                                      | Sr. McMurtry          |
| 1998 | Next Stop Wonderland                                       | Ray Thornback         |
| 1999 | El olvidado mundo de Barney                                | Dr. Croft             |
| 1999 | El sueño de una noche de verano                            | Peter Quince          |
| 2000 | BlackMale                                                  | Bill Fontaine         |
| 2001 | 3 A.M.                                                     | Sacerdote             |
| 2002 | Return to Never Land                                       | Edward (voz)          |
| 2002 | Frida                                                      | Guillermo Kahlo       |
| 2002 | El rey Escorpión                                           | Rey Pheron            |
| 2002 | El club de los emperadores                                 | Sr. Ctle              |
| 2004 | Crazy Like a Fox                                           | Nat Banks             |
| 2004 | Going Under                                                | Peter                 |
| 2004 | The Tulse Luper Suitcases, Part 2: Vaux to the Sea         | Tulse Luper           |
| 2004 | The Tulse Luper Suitcases, Part 3: From Sark to the Finish | Tulse Luper           |
| 2005 | A Life in Suitcases                                        | Tulse Luper           |
| 2005 | En el '66                                                  | Jack Hkins            |
| 2006 | Falling for Grace                                          | Andrew Barrington Sr. |
| 2006 | The Treatment                                              | Leighton Proctor      |
| 2006 | Garfield 2                                                 | Sr. Hobbs             |
| 2006 | The Prestige                                               | Owens                 |
| 2006 | La pantera rosa                                            | Raymond Larocque      |
| 2007 | The Invasion                                               | Yorish                |
| 2008 | The Narrows                                                | Profesor Reyerson     |
| 2009 | Happy Tears                                                | Vendedor              |
| 2011 | Almost Perfect                                             | Kai Lee               |
| 2014 | Affluenza                                                  | Sr. Carson            |
| 2015 | Survivor                                                   | Emil Balan            |

### Televisión
A continuación, se enlistan los créditos televisivos de Rees:
| Año       | Trabajo                                  | Papel                                             | Formato                                        |
| --------- | ---------------------------------------- | ------------------------------------------------- | ---------------------------------------------- |
| 1975      | Under Western Eyes                       |                                                   | Telefilme                                      |
| 1976      | Bouquet of Barbed Wire                   |                                                   | Miniserie de London Weekend Television         |
| 1978      | La comedia de las equivocaciones         | Antífolo de Siracusa                              | Especial de BBC-2                              |
| 1979      | Macbeth                                  | Malcolm                                           | Especial de BBC-2                              |
| 1979      | The Voysey Inheritance                   |                                                   | Especial de BBC                                |
| 1982-1983 | Las aventuras de Nicholas Nickleby       | Nicholas Nickleby                                 | Miniserie de Channel 4 y de The Disney Channel |
| 1983      | Saigon: Year of the Cat                  | Donald Henderson                                  | Telefilme                                      |
| 1984      | A Christmas Carol                        | Fred Holywell Narrador                            | Telefilme de CBS                               |
| 1984      | Tales of the Unexpected                  | James Howgill (1 episodio)                        | Serie de ITV Anglia                            |
| 1984      | Playing Shakespeare                      | Él mismo                                          | Documental                                     |
| 1987      | Imaginary Friends                        |                                                   | Miniserie                                      |
| 1997      | The Ebony Tower                          | David Williams                                    | Parte de Great Performances, de PBS            |
| 1988      | The Modern World: Ten Great Writers      |                                                   | Serie documental                               |
| 1988-1990 | Singles                                  | Malcolm                                           | Serie de Yorkshire Television                  |
| 1989-1993 | Cheers                                   | Robin Colcord                                     | Serie de NBC                                   |
| 1989      | The Return of Sam McCloud                | Jason Cross                                       | Telefilme de CBS                               |
| 1990      | La comedia de las equivocaciones         | Antífolo de Siracusa                              | Especial de Arts & Entertainments              |
| 1990      | WonderWorks                              | Papá (1 episodio)                                 | Serie de PBS                                   |
| 1990      | The Young Riders                         | Tyler Dewitt (1 episodio)                         | Serie de ABC                                   |
| 1992      | Carlos y Diana: un palacio dividido      | Príncipe Carlos                                   | Telefilme de ABC                               |
| 1993      | The Tower                                | Sr. Littlehill                                    | Telefilme de FOX                               |
| 1994-1995 | Mantis                                   | John Stonebrake                                   | Serie de FOX                                   |
| 1994      | My So Called Life                        | Vic Racine (1 episodio)                           | Serie de ABC                                   |
| 1994-1997 | Gargoyles                                | Príncipe Malcolm (voz) Juez Roebling (voz)        | Serie animada de ABC                           |
| 1995      | The Possession of Michael D.             | Robin Banks                                       | Telefilme de FOX                               |
| 1996      | Titanic                                  | J. Bruce Ismay                                    | Telefilme de CBS                               |
| 1997      | Boston Common                            | Presidente Harrison Cross                         | Serie de NBC                                   |
| 1997      | Damian Cromwell's Postcards from America | Damian Cromwell                                   | Piloto                                         |
| 1997      | Liberty!                                 | Thomas Paine                                      | Miniserie documental de PBS                    |
| 1997      | Extreme Ghostbusters                     | «The Piper» (voz)                                 | Serie animada                                  |
| 1999      | Double Platinum                          | Marc Reckler                                      | Telefilme de ABC                               |
| 2000      | El olvidado mundo de Barney              | Dr. Croft                                         | Telefilme de Starz                             |
| 2000      | The Crossing                             | General Hugh Mercer                               | Telefilme de Arts & Entertainments             |
| 2000-2002 | El ala oeste de la Casa Blanca           | Lord John Marbury (4 episodios)                   | Serie de NBC                                   |
| 2001      | 3 A.M                                    | Sacerdote                                         | Telefilme de Showtime                          |
| 2001      | Tres hermanas                            | Frederick (2 episodios)                           | Serie de NBC                                   |
| 2001      | Oz                                       | Jack Aldridge (1 episodio)                        | Serie de HBO                                   |
| 2002      | The Education of Max Bickford            | Dan Franklin (1 episodio) Director de un episodio | Serie de CBS                                   |

## Premios
| Año  | Premio                      | Categoría                                   | Trabajo                                  | Resultado | Ref.   |
| ---- | --------------------------- | ------------------------------------------- | ---------------------------------------- | --------- | ------ |
| 1982 | Premio Tony                 | Mejor actor principal en una obra de teatro | La vida y aventuras de Nicholas Nickleby | Ganador   | [ 6 ]  |
| 1983 | Premios Primetime Emmy      | Mejor actor - Miniserie o telefilme         | La vida y aventuras de Nicholas Nickleby | Nominado  | [ 15 ] |
| 1983 | Premios Grammy              | Mejor álbum hablado                         | La vida y aventuras de Nicholas Nickleby | Nominado  | [ 16 ] |
| 1992 | Premios Obie                | Actuación                                   | The End of the Day                       | Ganador   | [ 10 ] |
| 1995 | Premio Tony                 | Mejor actor principal en una obra de teatro | Indiscretions                            | Nominado  | [ 6 ]  |
| 1995 | Drama Desk Award            | Mejor actor en una obra de teatro           | Indiscretions                            | Nominado  | [ 6 ]  |
| 1999 | Outer Critics Circle Awards | Mejor actor en una obra de teatro           | The Uneasy Chair                         | Nominado  | [ 6 ]  |
| 2003 | Outer Critics Circle Awards | Mejor actor en un musical                   | A Man of No Importance                   | Nominado  | [ 6 ]  |
| 2011 | Premios Obie                | Dirección                                   | Peter and the Starcatcher                | Ganador   | [ 10 ] |
| 2011 | Joe A. Callaway Award       | Dirección excelsa                           | Peter and the Starcatcher                | Nominado  | [ 10 ] |
| 2012 | Premio Tony                 | Mejor dirección en una obra de teatro       | Peter and the Starcatcher                | Nominado  | [ 6 ]  |
| 2015 | Drama League Award          | Actuación sobresaliente                     | La visita de la anciana dama             | Nominado  | [ 6 ]  |